# Shuttarna I
Shuttarna I (fl. XVI secolo a.C.) è stato forse il secondo re del regno di Mitanni. Avrebbe regnato agli inizi del XVI secolo a.C.
Il sigillo reale di Shuttarna, usato dai re mitannici ancora nel XV secolo a.C., lo indica come figlio di Kirta, che può forse essere considerato il fondatore della dinastia di Mitanni.